# Ли, Владимир Фёдорович
Влади́мир Фёдорович Ли (псевдонимы: Владимир Фёдорович Фёдоров, Ли У Хё; 1 июня 1930, Чита, РСФСР, СССР — 10 декабря 2010, Москва, Россия) — советский и российский востоковед, доктор исторических наук (1969). Старший научный сотрудник Института востоковедения АН СССР (1965). Заслуженный деятель науки РФ (1996).
Автор более 250 научных работ.

## Биография
Родился 1 июня 1930 года в Чите в корейской семье.
Будучи переселённым в 1937 году из Приморья в Каратальский район Казахстана, Владимир Ли в 1948—1949 годах работал здесь заведующим отделом и вторым секретарём райкома ЛКСМ.
В 1953 году Владимир Ли окончил исторический факультет Ленинградского государственного университета, тема дипломной работы: «Национально-освободительное движение народов Востока». В 1958 году также окончил аспирантуру кафедры новой и новейшей истории Ленинградского государственного педагогического института.
В 1958—1962 годах работал специальным корреспондентом, затем ответственным секретарём журнала «Современный Восток».
2 апреля 1958 года стал кандидатом исторических наук, защитив диссертацию по теме: «Колониальная экспансия англо-американского империализма в Кашмире после Второй мировой войны: (1947—1950 гг.)». В 1963—1991 годах работал научным сотрудником Института востоковедения АН СССР, с 1965 года — старший научный сотрудник института. С 9 декабря 1969 года — доктор исторических наук, тема диссертации: «Политика правительства Джеймса Кеннеди в Южной и Юго-Восточной Азии». С 3 марта 1978 года — профессор, преподаватель курсов по международным отношениям.
в 1990—1991 годах помощник члена Политбюро ЦК КПСС по гуманитарному отделу, советник Комитета Верховного совета СССР по международным вопросам. С 1991 года работал директором Азиатско-Тихоокеанского центра при Дипломатической академии МИД РФ.
12 октября 1994 вступил в Российскую академию естественных наук на правах действительного члена.
Скончался 10 декабря 2010 года в Москве.

## Семья
Отец — Ли Хен Мен (1886—1942), эмигрировал в Россию после Первомартовского восстания; работал в Ленске, Иркутске, Чите на рудниках, мелькомбинате, заводе по ремонту паровозов, в колхозе. Мать — Цой Се Не (1900—1936), домохозяйка.

## Награды и премии
В. Ф. Ли был награждён медалями «За трудовое отличие» (1975) и «200-летие МИД России» (2002); южнокорейской медалью «Почанджан». Удостоен почётного знания «Заслуженный деятель науки РФ» (23.09.1996).

## Научные труды
- Фёдоров Вл. Невидимая империя. — М. : Госполитиздат, 1961. — 96 с.
- Ли Вл. Ф. Дорогой независимости : (О некоторых проблемах развития стран Юго-Восточной Азии). — М. : Знание, 1963. — 48 с.
- Fedorov V. Militarism — Bulwark of Neokolonialism :  [англ.]. — М. : Novosti, 1965. — 78 p.
- Fedorov V. Disarmament and the National Liberation Struggle :  [англ.]. — М. : Novosti, 1966. — 44 p.
- Ли Вл. Ф. На пути некапиталистического развития. — М. : Знание, 1967. — 55 с.
- Avakened Continents : (Choice of Paths) :  [англ.] / V. Fedorov, S. Bulyagina, L. Maksudov. — М. : Novosti, 1968. — 128 p.
- Fedorov V. Newly-liberated Countries : (Ways of Development) :  [англ.]. — М. : Novosti, 1970. — 125 p.
- Ли Вл. Ф. Стратегия и политика неоколониализма США : (Дипломатия «новых рубежей» и страны Южной и Юго-Восточной Азии / АН СССР, Институт востоковедения. — М. : Наука, 1971. — 400 с.
- Ли Вл. Ф. Некоторые проблемы изучения средних (городских) слоёв в многоукладных странах Востока // Средние (городские) слои в развивающихся странах Азии и Африки. — М., 1972. — С. 9—45.
- Ли Вл. Ф. Интеллигенция в социально-классовой структуре развивающихся стран Востока // Национальная интеллигенция развивающихся стран Азии и Африки. — М., 1978. — С. 7—22.
- Ли Вл. Ф. Советский Союз и борьба народов Востока за социально-экономический и культурный прогресс // Идеи Октября и освободительное движение народов Востока. — М., 1978. — С. 164—206.
- Ли Вл. Ф. Основные проблемы изучения национальной интеллигенции освободившихся стран // Интеллигенция и социальный прогресс в развивающихся странах Азии и Африки. — М. : Наука, 1981. — С. 9—28.
- Ли Вл. Ф. Социальная революция и власть в странах Востока : (О проблемах и противоречиях некапиталистического переходного развития / АН СССР, Институт востоковедения. — М. : Наука, 1984. — 288 с.
- Ли Вл. Ф. Революционно-демократическое государство и общественные преобразования переходного типа // Развивающиеся страны в мировой политике. — М., 1987. — С. 83—94.
- Ли Вл. Ф. Узловые вопросы изучения партийно-политических структур освободившихся стран Азии и Африки // Буржуазные партии и политическая борьба в странах Востока. — М., 1987. — С. 3—24.
- Ли Вл. Ф. Антиимпериалистическая борьба народов освободившихся стран за национальную независимость и социальный прогресс // Научный коммунизм. — М., 1988. — С. 372—391.
- Ли Вл. Ф. Узловые вопросы изучения политического процесса в освободившихся странах // Классы, партии и политика в развивающихся странах Востока. — М. : Наука, 1988. — С. 9—31.
- Ли Вл. Ф. Методологические вопросы изучения левого экстремизма в послеколониальных обществах Востока :  [болг.] // Левый экстремизм в национально-освободительной борьбе народов Азии, Африки и Латинской Америки. — София, 1988. — С. 3—29.
- Fedorov V. Eastern Societies : (Revolution, Power, Progress). — М. : Nauka, 1989. — 234 p.
- Белая книга. О депортации корейского населения России в 30—40-х гг / Авт.-сост.: Ли У Хе (Ли В. Ф.), Ким Ен Ун. — М. : Интерпракс, 1992. — 208 с.
- Ли Вл. Ф. Корейское население России и антияпонское сопротивление в 20—30-х гг :  [кор.]. — Сеул : Академия корееведения, 1993.
- Ли Вл. Ф. Опыт изучения социальной истории Тайваня в Советском Союзе и России // Проблемы и перспективы развития неправительственных связей между Россией и Тайванем. — М., 1993. — С. 138—151.
- Ли Вл. Ф. Российско-тайваньское сотрудничество в Азиатско-Тихоокеанском регионе. — Тайбей : Издательство Китайского университета культуры, 1993. — 8 с.